# ヴァンサン・ダンディ

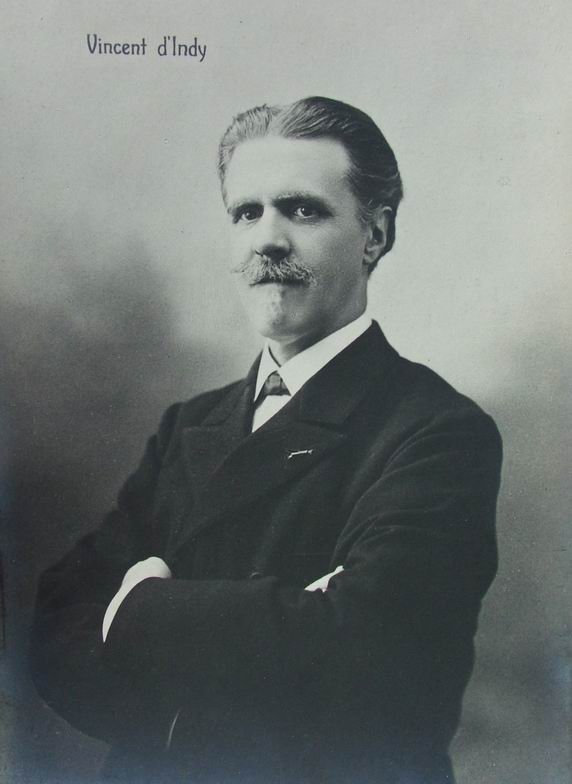
1895年頃のダンディ

ポール・マリ・テオドール・ヴァンサン・ダンディ（Paul Marie Théodore Vincent d'Indy フランス語: [vɛ̃sɑ̃ dɛ̃di], 1851年3月27日パリ – 1931年12月2日パリ）はフランスの作曲家・音楽教師、指揮者。フランスの古い貴族の家系に属する。

## 略歴

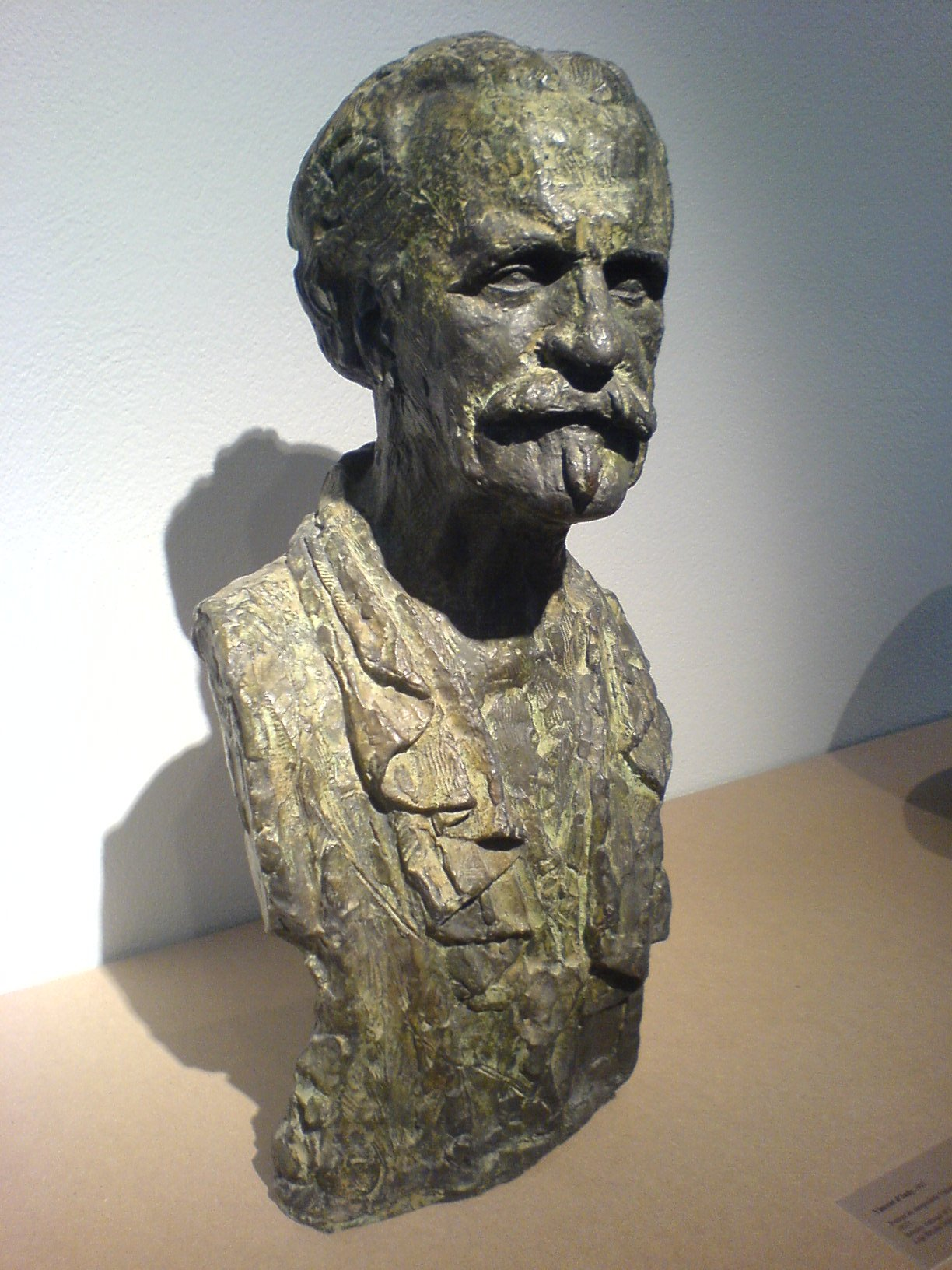
ブールデル作の彫刻

幼い頃からピアノを学ぶが、一族を喜ばせるために法学を学ぶ。しかしながら、音楽家になることを決心しており、1870年に普仏戦争に従軍するが翌年帰還し、1872年にパリ音楽院に入学し、セザール・フランクの献身的な門人となった。音楽院卒業後に再従姉妹のイザベラと結婚し、三人の子供が生まれた。1894年に、シャルル・ボルドやアレクサンドル・ギルマンに協力して、パリにスコラ・カントルムを創設し、没するまで同校ならびにパリ音楽院で音楽を指導した。門下に、サティ、ルーセル、アルベリク・マニャール、（後にダンディの評伝を書いた）ジョゼフ・カントルーブ、ボフスラフ・マルティヌーがいる。またギヨーム・ルクーはフランクに学んでいたが、フランクが亡くなったため、この若き弟弟子はダンディの門下となった。さらにルクーが夭逝し、未完で残された彼のチェロ・ソナタをダンディは補筆した。「作曲学教程 Cours de composition musicale」（1903年）の執筆に参加したほか、フランクやベートーヴェンに関する研究書を書いた。
ダンディの作品は、今日さほど一定して演奏されていない。最も有名な作品はおそらく「フランスの山人の歌による交響曲 Symphonie sur un chant montagnard français」ことピアノと管弦楽のための「セヴェンヌ交響曲 Symphonie Cévenole」（1886年）や、交響的変奏曲「イスタール Istar」（1896年）であろう。その他に、管弦楽曲や室内楽曲、ピアノ曲、歌曲、たくさんのオペラ（たとえば、1897年の「フェルヴァール Fervaal」など）がある。ダンディの作品は、フランクと並んでワーグナーからの影響を見せている（ダンディは1876年にバイロイト祝祭劇場において、「ニーベルングの指環Der Ring des Nibelungen」の初演に出席している。）
ダンディは、当時はほとんど忘れ去られていた古楽の復権に尽力し、一例をあげると、モンテヴェルディのオペラ「ポッペアの戴冠 L'Incoronazione di Poppea」などの独自の校訂版を作成した。また、1905年12月には指揮者としてアメリカ合衆国へ演奏旅行も行い、ボストン交響楽団でガブリエル・フォーレやクロード・ドビュッシーなどのフランス音楽を指揮した。

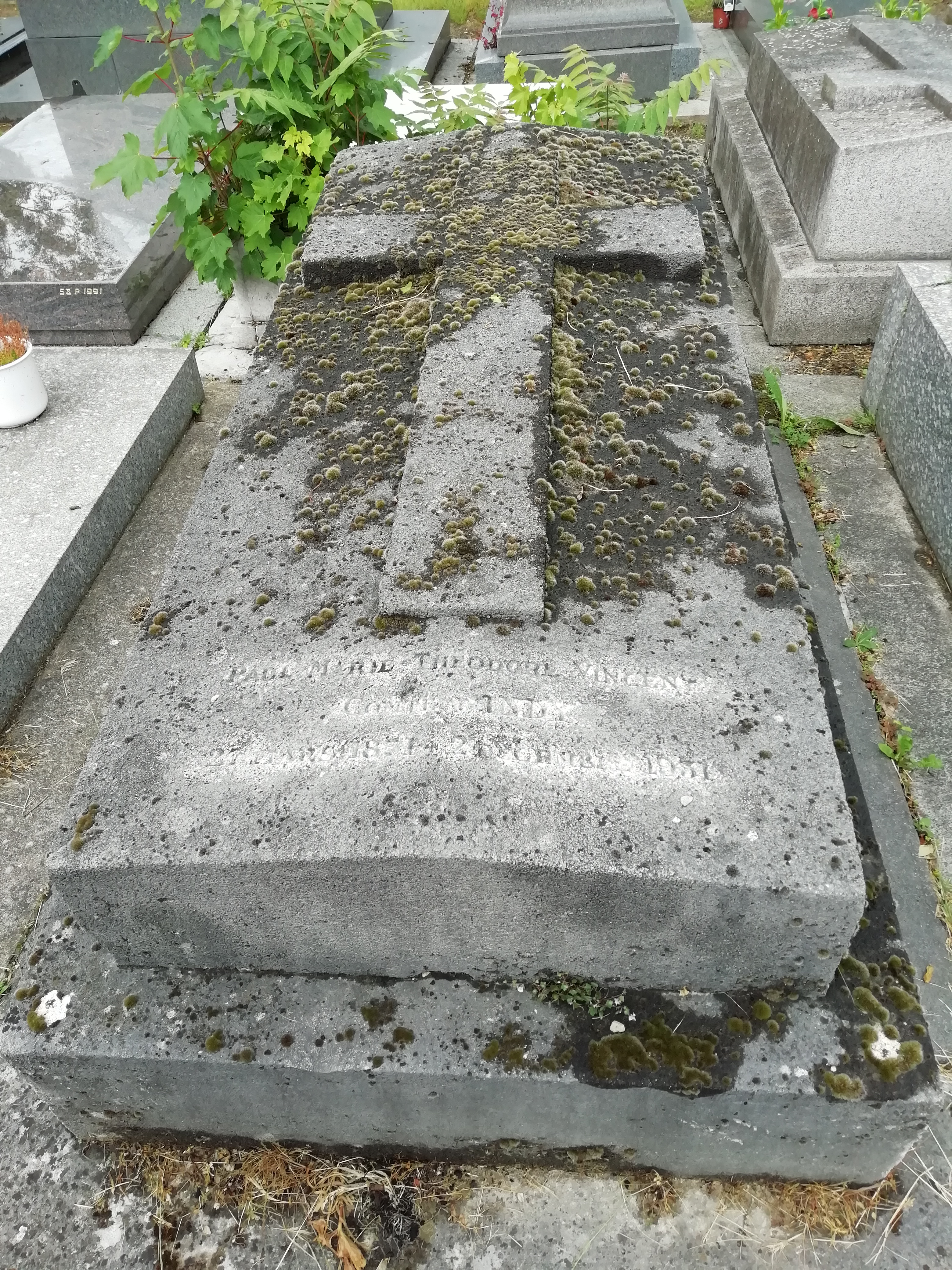
モンパルナス墓地にある墓

第一次世界大戦前に、長く連れ添った愛妻と死に別れてから(アメリカ演奏旅行から帰宅した際、イザベラが横たわっており、ダンディの腕の中で息を引き取ったと言われている)、一時的に創作意欲が減退したものの、戦後に子供たちの反対を押し切って再婚してからは創作意欲を新たにした。セヴェンヌの城館を離れて、コート・ダジュールのアゲーに新妻とともに居を移し、作曲に専念した。その時期の作品には、「海岸の4つの詩」、「地中海2部作」、ピアノと室内アンサンブルのための協奏曲や、弦楽四重奏曲第3番などがある。「海岸の4つの詩」の第2楽章「深い青の喜び」の導入部は、ラヴェルの「ダフニスとクロエ」の第2部の導入と酷似している。ラヴェルのほうは1912年、ダンディのほうが1919年から1921年に完成されていることを考えると、ダンディがなぜラヴェルを借用したのか、あるいはこの間の事情がどういうことであったのか、非常に興味深いものがある。
その他、1909年にはフランス国民音楽協会SIMの企画で「ハイドンの名によるメヌエット」という作品を書いている。これはラヴェルの同名の作品やドビュッシー、デュカスらと同じ企画中で書かれたものであるが、当時の契約出版社の違いから、上記三者のようにまとめて出版されるには至っておらず、ほとんど録音もない。
日本人の弟子に陸軍軍楽隊長となった大沼哲などがおり、1938年（昭和13）には「歌と踊り」がNHKから放送されている。
1941年（昭和16）から1943年（昭和18）にかけて池内友次郎の翻訳により著書『作曲法講義』（5冊、古賀書店）が出版され、1943年（昭和18）には詩人・冨士原清一の翻訳により著書『ベートーヴェン』（新太陽社）が出版されている。

## 主要作品一覧
en:List of compositions by Vincent d'Indyも参照のこと。

### 歌劇（全6曲）

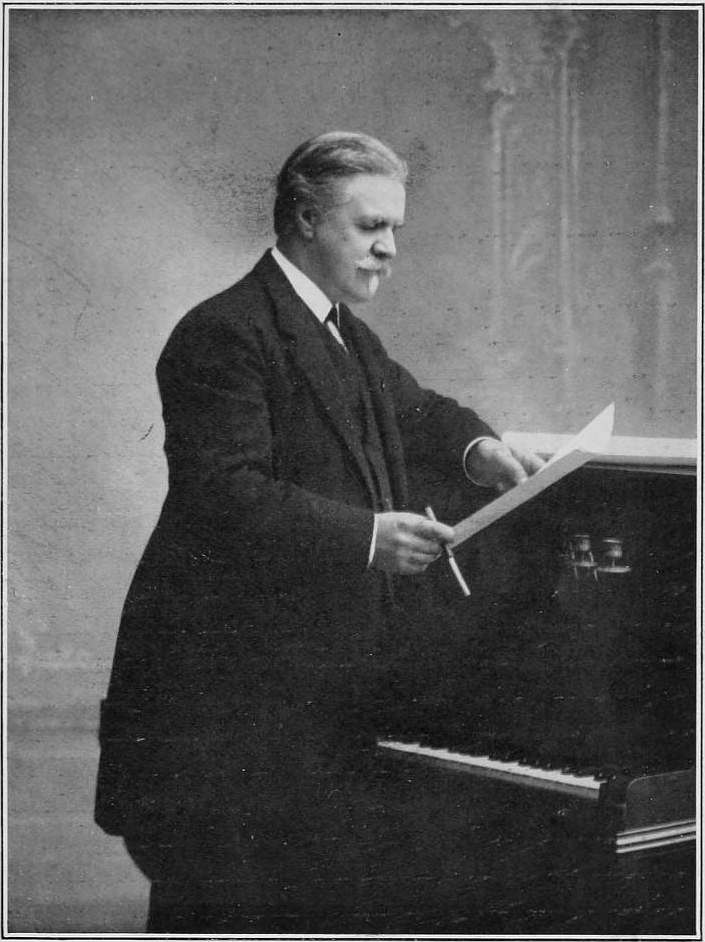
1913年2月11日のダンディ

- 1913年2月11日のダンディ楡の木の下で私を待って（Attendez-moi sous l'orme）（オペレッタ） op.13
- 鐘の歌(Le chant de la cloche) op.18
- フェルヴァール（英語版）（Fervaal） op.40
- 異邦人（スペイン語版） （L'Étranger）op.53
- 聖クリストフの伝説（La légende de Saint Christophe）op.67
- シニイラの夢（Le rêve de Cinyras）op.80

### 交響曲
- 交響曲第1番イ短調『イタリア』（作品番号なし） Symphonie Italienne
- フランスの山人の歌による交響曲 op.25　Symphonie sur un chant montagnard Français
- 交響曲第2番変ロ長調 op．57
- 交響曲第3番ニ長調『小シンフォニア「ガリアの戦い」』op. 70[3]　Sinfonia brevis de bello gallico

### 管弦楽曲
- 交響的バラード『魔法にかけられた森』op．8　La Foret Enchantee
- 交響詩『ヴァレンシュタイン』op．12　Wallenstein
- ヴィオラと管弦楽のための『歌』op.19　Lied
- 交響的伝説『サルビアの花』op．21　Saugefleurie
- カラデック組曲 op.34　Karadec Suite
- 旅の画集 op.36　Tableaux de Voyage
- 交響的変奏曲『イスタール』op．42　Istar
- 劇音楽『メデー』op.47　Medee, Suite d'Orchestre
- コラール変奏曲 op.55　Choral Varie
- 交響詩『山の夏の日』op．61　Jour d'ete a la Montagne
- 思い出 op. 62　Souvenirs
- 交響組曲『海辺の詩』（4曲）op.77　Poeme des Rivages
- 地中海の二部作 op.87　Diptyque Mediterraneen

### 協奏曲
- ピアノ、フルート、チェロと弦楽のための協奏曲 ロ短調 op.89

### 室内楽曲
- 弦楽六重奏曲 変ロ長調 op.92
- 弦楽四重奏曲第1番 ニ長調 op.35
- 弦楽四重奏曲第2番 ホ長調 op.45
- 弦楽四重奏曲第3番 変ニ長調 op.96
- ピアノ四重奏曲 イ短調 op.7
- ピアノ五重奏曲 ト短調 op.81
- ピアノ三重奏曲第1番 変ロ長調 op.29
- ピアノ三重奏曲第2番 ト長調 op.98
- クラリネット・チェロ・ピアノのための三重奏曲
- 歌と踊り（ディヴェルティメント）op.50 (フルート、オーボエ、２クラリネット、２ファゴット、ホルン）

### ピアノ曲
- 山の詩 op.15
- 旅の画集 op.33
- 主題と変奏、フーガと歌 op.85
- フランスの古い輪舞の歌による幻想曲 op.99

### オルガン曲
- 小品（前奏曲）変ホ短調

### 合唱曲
- 鐘の歌 op.18(舞台版あり)
- 6つのフランス民謡 第1集 op.90
- 6つのフランス民謡 第2集 op.100

### 歌曲
- 首領の騎行 op.11
- 海の歌 op.43

## 教え子
- 小松耕輔[4]
- 大沼哲[1]
- 近衛秀麿[5]
- 高木東六[6]

## 邦訳著書
- Cours de Composition Musicale (Durand, 1909-12)
  - 『作曲法講義』（5冊、池内友次郎訳、古賀書店、1941-43年）
- César Franck （Librairie Félix Alcan, 1906）
  - 『セザール・フランク』（佐藤浩訳、音楽之友社〈音楽文庫〉、1953年）
- Beethoven: Biographie Critique (Librairie Renouard, 1911) 
  - 『ベートーヴェン』（冨士原清一訳、新太陽社、1943年）
  - 『ベートーヴェン』（小松耕輔訳、音楽之友社〈音楽文庫〉、1954年）

## 伝記
- Andrew Thomson, Vincent d'Indy and his World (Oxford University Press, 1996)
  - アンドリュー・トムソン『ヴァンサン・ダンディ　〈フランス音楽〉の開拓者』新宅雅幸訳、春秋社、2023年。ISBN 4393932250